# Opamyrma hungvuong
Opamyrma hungvuong (лат.) — вид мелких муравьёв, единственный в составе рода Opamyrma из подсемейства Leptanillinae.

## Описание
Длина рабочих около 2—4 мм (самки до 5,72 мм). Усики 12-члениковые. Глаза и оцеллии у рабочих отсутствуют (у самки есть и глаза и три оцеллия). Петиоль без переднего стебелька, вдвое длиннее своей ширины. Тело светло-коричневое. Абдоминальный сегмент VII самый длинный в брюшке, на котором имеется длинное загнутое кверху жало.

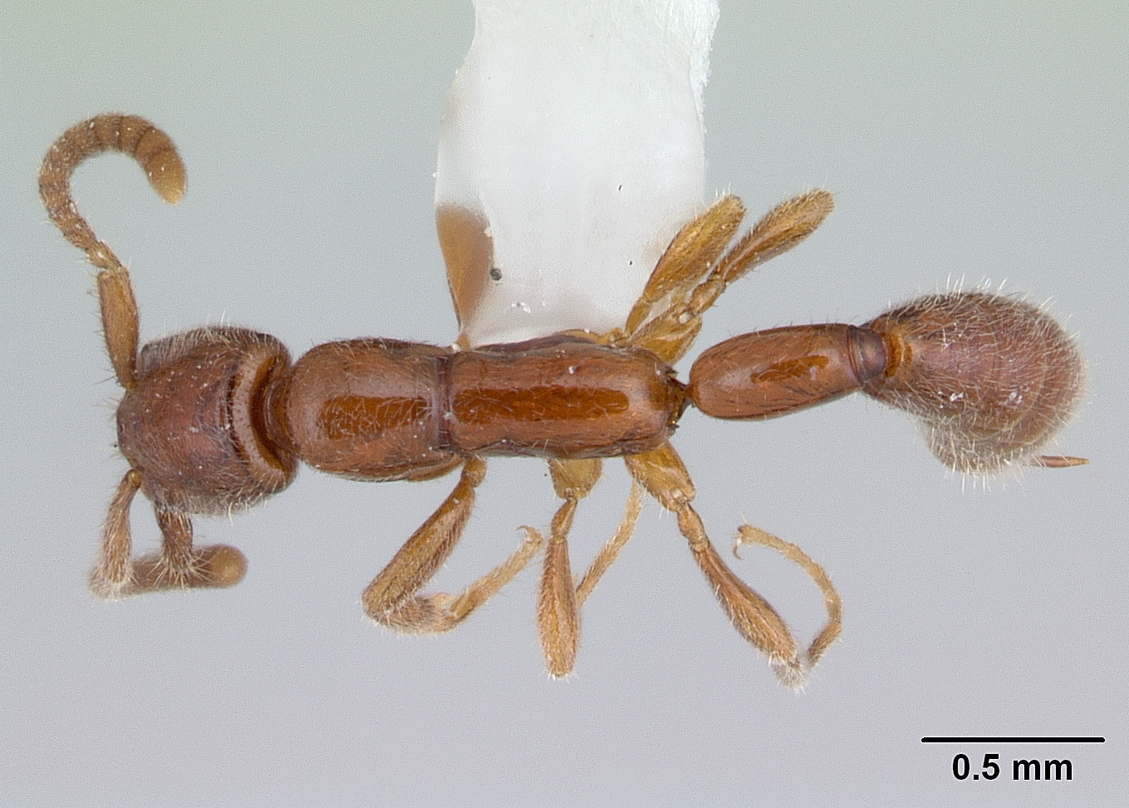
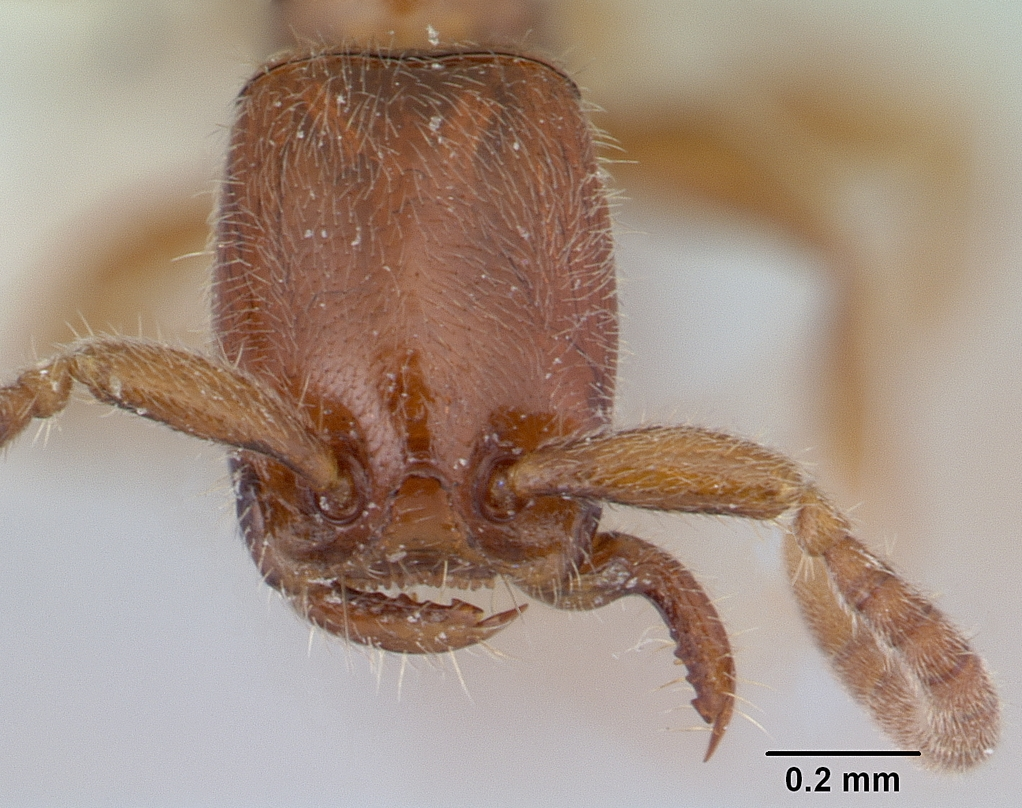
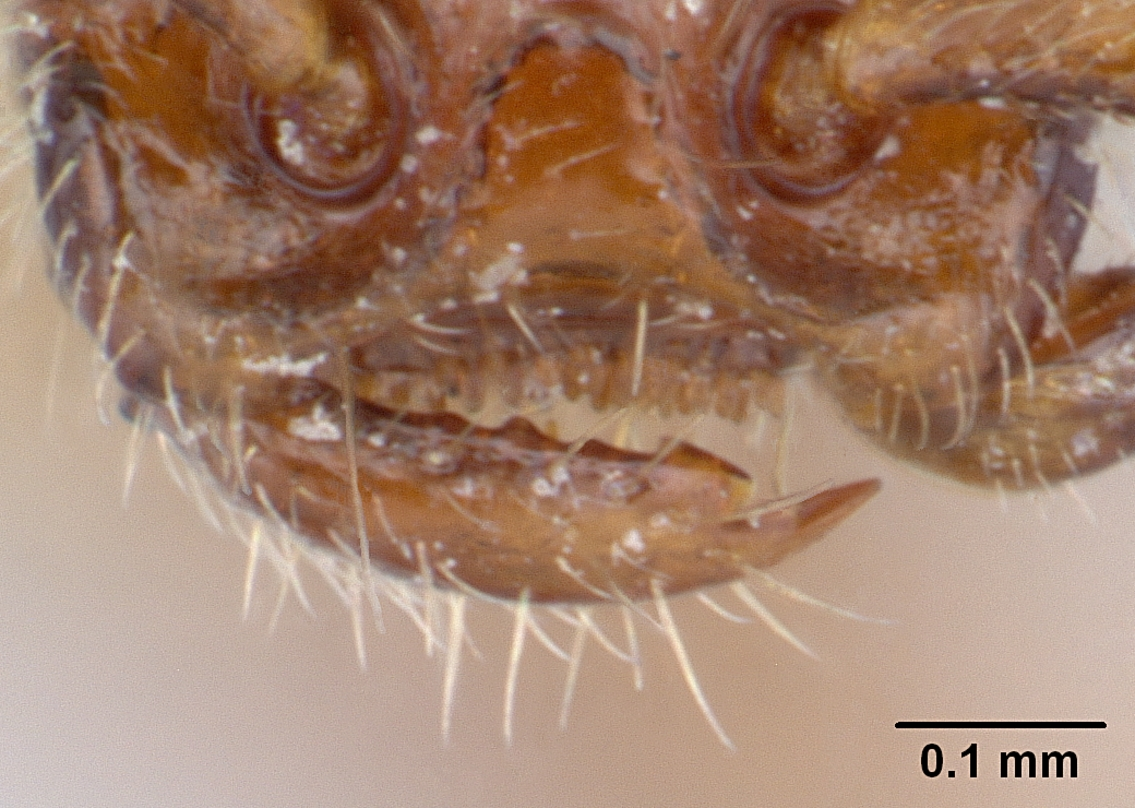

## Распространение
Центральный и северный Вьетнам (Хатинь; Шонла) и южный Китай (Гуанси-Чжуанский автономный район; остров Хайнан).

## Классификация и этимология
Муравей вида Opamyrma hungvuong был описан в 2008 году тремя мирмекологами (Seiki Yamane, Tuan Vet Bui, Katsuyuki Eguchi) как новый вид (Opamyrma hungvuong Yamane, Bui & Eguchi 2008). Это единственный вид рода и он очень близок по строению к виду Apomyrma stygia и первоначально был отнесен к подсемейству Amblyoponinae.
С 2016 в составе Leptanillinae.
Родовое название Opamyrma является анаграммой Apomyrma по первым трем буквам. Видовое название дано в честь легендарного короля Hung Vuong из династи Хунгвыонги, который основал первое вьетнамское государство Ванланг (Van Lang), так как первая находка вида была сделана во Вьетнаме.